# Gökşin Sipahioğlu
Gökşin Sipahioğlu (* 28. Dezember 1926 in Izmir; † 5. Oktober 2011 in Paris) war ein türkischer Presse-Fotograf und Gründer der renommierten Fotoagentur Sipa Press.

## Leben
Sipahioğlu arbeitete zunächst für die Zeitung "Hürriyet". 1973 gründete er in Paris gemeinsam mit der amerikanischen Journalistin Phyllis Springer die Agentur Sipa Press, die sich auf Reportagefotografie spezialisierte. Sipahioglu berichtete als Fotograf über zahlreiche politische Ereignisse wie etwa den Februarumsturz in der Tschechoslowakei im Jahr 1948 und das Attentat auf die Olympischen Spiele im Jahr 1972. Während der Kubakrise im Jahr 1962 gelangte er als Matrose verkleidet nach Kuba und war "der einzige westliche Fotograf vor Ort".
Sipahioğlu verkaufte die Agentur im Jahr 2001 an die französische Mediengruppe Sud Communications. 2010 wurde Sipa Press von der deutschen dapd Nachrichtenagentur übernommen.